# Zlatna palma
Zlatna palma (fra. Palme d'Or) ime je najprestižnije nagrade koja se dodjeljuje jednom godišnje na Filmskom festivalu u Cannesu u Francuskoj. 

## Pravila
Svake godine u svibnju održava se festival na kojem se prezentira 20-ak nominiranih filmova. Žiri, sastavljen svake godine od različitih filmskih ličnosti, odlučuje o dodjeli nagrada za najbolje glumice, glumca, režije, scenarija, velike nagrade žirija te glavne nagrade, Zlatne palme.
Do sada dvaput su Zlatnu palmu osvojili samo Alf Sjöberg, Francis Ford Coppola, Shohei Imamura, Emir Kusturica, Bille August te braća Luc i Jean-Pierre Dardenne. Jane Campion je za sada jedina žena koja je ikada osvojila tu nagradu. Hrvatski kratki film Čovjek koji nije mogao šutjeti redatelja Nebojše Slijepčevića osvojio je Zlatnu palmu za najbolji kratki film 2024. kao prvi hrvatski film kojemu je to uspjelo.

## Povijest
Prvi festival održan je 1939. kao protuteža Venecijanskom filmskom festivalu koji je bio previše naklonjen Benitu Mussoliniju, a drugi tek 7 godina kasnije, 1946. Nagradu je vijeće organizatora festivala uvelo 1955. godine, preimenovanjem dotadašnje nagrade Grand Prix du Festival international du film (Grand Prix kanskog festivala danas se dodjeljuje kao zasebna nagrada, manjeg značaja od Zlatne palme). 
Danas se Zlatna palma smatra jednom od najcjenjenijih filmskih nagrada filmske industrije.

## Dobitnici nagrade

### Grand Prix Međunarodnog filmskog festivala (1939. – 1954.)
| Godina | Film                                                  | Redatelj                        | Nacionalnost redatelja |
| ------ | ----------------------------------------------------- | ------------------------------- | ---------------------- |
| 1939.  | Union Pacific                                         | Cecil B. DeMille                | SAD                    |
| 1946.  | Mučenje (Hets)                                        | Alf Sjöberg                     | Švedska                |
| 1946.  | Izgubljeni vikend (The Lost Weekend)                  | Billy Wilder                    | SAD                    |
| 1946.  | Crvene nizine (De røde enge)                          | Bodil Ipsen i Lau Lauritzen Jr. | Danska                 |
| 1946.  | Crni grad (नीचा नगर)                                    | Chetan Anand                    | Indija                 |
| 1946.  | Kratki susret (Brief Encounter)                       | David Lean                      | Ujedinjeno Kraljevstvo |
| 1946.  | Portret Marije (Maria Candelaria)                     | Emilio Fernández                | Meksiko                |
| 1946.  | Velika prekretnica (Великий перелом, Velikiy perelom) | Fridrik Markovič Ermler         | SSSR                   |
| 1946.  | Pastoralna simfonija (La symphonie pastorale)         | Jean Delannoy                   | Francuska              |
| 1946.  | Posljednja prilika (Die Letzte Chance)                | Leopold Lintberg                | Švicarska              |
| 1946.  | Ljudi bez krila (Muži bez křídel)                     | František Čáp                   | Čehoslovačka           |
| 1946.  | Rim, otvoreni grad (Roma, città aperta)               | Roberto Rossellini              | Italija                |
| 1947.  | nagrada nije dodijeljena                              |                                 |                        |
| 1948.  | festival nije održan                                  |                                 |                        |
| 1949.  | Treći čovjek (The Third Man)                          | Carol Reed                      | Ujedinjeno Kraljevstvo |
| 1950.  | festival nije održan                                  |                                 |                        |
| 1951.  | Gospođica Julie (Fröken Julie)                        | Alf Sjöberg                     | Švedska                |
| 1951.  | Čudo u Milanu (Miracolo a Milano)                     | Vittorio De Sica                | Italija                |
| 1952.  | Othello (The Tragedy of Othello: The Moor of Venice)  | Orson Welles                    | SAD                    |
| 1952.  | Malo nade (Due soldi di speranza)                     | Renato Castellani               | Italija                |
| 1953.  | Nadnica za strah (Le salaire de la peur)              | Henri-Georges Clouzot           | Francuska              |
| 1954.  | Vrata Pakla (地獄門, Jigokumon)                       | Teinosuke Kinugasa              | Japan                  |

### Zlatna palma (1955. – 1963.)
| Godina | Film                                           | Redatelj                            | Nacionalnost redatelja |
| ------ | ---------------------------------------------- | ----------------------------------- | ---------------------- |
| 1955.  | Marty                                          | Delbert Mann                        | SAD                    |
| 1956.  | Svijet tišine (Le monde du silence)            | Jacques-Yves Cousteau i Louis Malle | Francuska              |
| 1957.  | Prijateljsko uvjeravanje (Friendly Persuasion) | William Wyler                       | SAD                    |
| 1958.  | Ždralovi lete (Летят журавли, Letyat zhuravli) | Mihail Kalatozišvilij               | SSSR                   |
| 1959.  | Crni Orfej (Orfeu Negro)                       | Marcel Camus                        | Francuska              |
| 1960.  | Slatki život (La dolce vita)                   | Federico Fellini                    | Italija                |
| 1961.  | Dugo odsutstvo (Une aussi longue absence)      | Henri Colpi                         | Francuska              |
| 1961.  | Viridiana                                      | Luis Buñuel                         | Španjolska             |
| 1962.  | Održana obećanja (O Pagador de Promessas)      | Anselmo Duarte                      | Brazil                 |
| 1963.  | Gepard (Il gattopardo)                         | Luchino Visconti                    | Italija                |

### Grand Prix Međunarodnog filmskog festivala (1964. – 1974.)
| Godina | Film                                                        | Redatelj               | Nacionalnost redatelja |
| ------ | ----------------------------------------------------------- | ---------------------- | ---------------------- |
| 1964.  | Kišobrani Cherbourga (Les parapluies de Cherbourg)          | Jacques Demy           | Francuska              |
| 1965.  | The Knack …and How to Get It                                | Richard Lester         | Ujedinjeno Kraljevstvo |
| 1966.  | Jedan muškarac i jedna žena (Un homme et une femme)         | Claude Lelouch         | Francuska              |
| 1966.  | Dame i gospoda (Signore e signori)                          | Pietro Germi           | Italija                |
| 1967.  | Uvećanje (Blow-Up)                                          | Michelangelo Antonioni | Italija                |
| 1968.  | festival nije održan                                        |                        |                        |
| 1969.  | Ako... (If...)                                              | Lindsay Anderson       | Ujedinjeno Kraljevstvo |
| 1970.  | M*A*S*H                                                     | Robert Altman          | SAD                    |
| 1971.  | Ljubavni glasnik (The Go-Between)                           | Joseph Losey           | SAD                    |
| 1972.  | Radnička klasa ide u Raj (La classe operaia va in paradiso) | Elio Petri             | Italija                |
| 1972.  | Slučaj Mattei (Il caso Mattei)                              | Francesco Rosi         | Italija                |
| 1973.  | Podređeni (The Hireling)                                    | Alan Bridges           | Ujedinjeno Kraljevstvo |
| 1973.  | Strašilo (Scarecrow)                                        | Jerry Schatzberg       | SAD                    |
| 1974.  | Prisluškivanje (The Conversation)                           | Francis Ford Coppola   | SAD                    |

### Zlatna palma (1975. – danas)
| Godina | Film                                                                             | Redatelj                            | Nacionalnost redatelja |
| ------ | -------------------------------------------------------------------------------- | ----------------------------------- | ---------------------- |
| 1975.  | Kronike vatrenih godina (Chronique des années de braise)                         | Mohammed Lakhdar-Hamina             | Alžir                  |
| 1976.  | Taksist (Taxi Driver)                                                            | Martin Scorsese                     | SAD                    |
| 1977.  | Ja sam bog otac (Padre padrone)                                                  | Paolo Taviani i Vittorio Taviani    | Italija                |
| 1978.  | Stablo za klompe (L'albero degli zoccoli)                                        | Ermanno Olmi                        | Italija                |
| 1979.  | Apokalipsa danas (Apocalypse Now)                                                | Francis Ford Coppola                | SAD                    |
| 1979.  | Limeni bubanj (Die Blechtrommel)                                                 | Volker Schlöndorff                  | Njemačka               |
| 1980.  | Sav taj jazz (All That Jazz)                                                     | Bob Fosse                           | SAD                    |
| 1980.  | Kagemusha - vojskovođin dvojnik (Kagemusha)                                      | Akira Kurosava                      | Japan                  |
| 1981.  | Čovjek od željeza (Człowiek z żelaza)                                            | Andrzej Wajda                       | Poljska                |
| 1982.  | Nestali (Missing)                                                                | Costa-Gavras                        | SAD                    |
| 1982.  | Put (Yol)                                                                        | Yılmaz Güney i Şerif Gören          | Turska                 |
| 1983.  | Balada o Narayami (楢山節考, Narayama bushiko)                                   | Shohei Imamura                      | Japan                  |
| 1984.  | Pariz, Teksas (Paris, Texas)                                                     | Wim Wenders                         | Njemačka               |
| 1985.  | Otac na službenom putu                                                           | Emir Kusturica                      | Jugoslavija            |
| 1986.  | Misija (The Mission)                                                             | Roland Joffé                        | Ujedinjeno Kraljevstvo |
| 1987.  | Pod suncem Sotone (Sous le soleil de Satan)                                      | Maurice Pialat                      | Francuska              |
| 1988.  | Pelle osvajač (Pelle Erobreren)                                                  | Bille August                        | Danska                 |
| 1989.  | Seks, laži i videovrpce (Sex, Lies and Videotape)                                | Steven Soderbergh                   | SAD                    |
| 1990.  | Divlji u srcu (Wild at Heart)                                                    | David Lynch                         | SAD                    |
| 1991.  | Barton Fink                                                                      | Braća Coen                          | SAD                    |
| 1992.  | Najbolje namjere (Den goda viljan)                                               | Bille August                        | Danska                 |
| 1993.  | Zbogom moja konkubino (霸王別姬, Bàwáng bié jī)                                  | Chen Kaige                          | NR Kina                |
| 1993.  | Piano (The Piano)                                                                | Jane Campion                        | Novi Zeland            |
| 1994.  | Pakleni šund (Pulp Fiction)                                                      | Quentin Tarantino                   | SAD                    |
| 1995.  | Podzemlje                                                                        | Emir Kusturica                      | Jugoslavija            |
| 1996.  | Tajne i laži (Secrets & Lies)                                                    | Mike Leigh                          | Ujedinjeno Kraljevstvo |
| 1997.  | Okus trešnje (طعم گيلاس, Ta'm-e gīlās)                                           | Abbas Kiarostami                    | Iran                   |
| 1997.  | Jegulja (Unagi)                                                                  | Shohei Imamura                      | Japan                  |
| 1998.  | Vječnost i dan (Μια αιωνιότητα και μια μέρα, Mia aioniotita kai mia mera)        | Theo Angelopoulos                   | Grčka                  |
| 1999.  | Rosetta                                                                          | Luc Dardenne i Jean-Pierre Dardenne | Belgija                |
| 2000.  | Ples u tami (Dancer in the Dark)                                                 | Lars von Trier                      | Danska                 |
| 2001.  | Sinova soba (La stanza del figlio)                                               | Nanni Moretti                       | Italija                |
| 2002.  | Pijanist (The Pianist)                                                           | Roman Polanski                      | Francuska              |
| 2003.  | Slon (Elephant)                                                                  | Gus Van Sant                        | SAD                    |
| 2004.  | Fahrenheit 9/11                                                                  | Michael Moore                       | SAD                    |
| 2005.  | Dijete (L'Enfant)                                                                | Luc Dardenne i Jean-Pierre Dardenne | Belgija                |
| 2006.  | Vjetar koji povija ječam (The Wind That Shakes the Barley)                       | Ken Loach                           | Ujedinjeno Kraljevstvo |
| 2007.  | 4 mjeseca, 3 tjedna i 2 dana ((4 luni, 3 săptămâni şi 2 zile))                   | Cristian Mungiu                     | Rumunjska              |
| 2008.  | Razred (Entre les murs)                                                          | Laurent Cantet                      | Francuska              |
| 2009.  | Bijela vrpca (Das weiße Band)                                                    | Michael Haneke                      | Njemačka               |
| 2010.  | Ujak Boonmee koji se sjeća prošlih života (ลุงบุญมีระลึกชาติ, Lung Bunmi Raluek Chat) | Apichatpong Weerasethakul           | Tajland                |
| 2011.  | Drvo života (The Tree of Life)                                                   | Terrence Malick                     | SAD                    |
| 2012.  | Ljubav (Amour)                                                                   | Michael Haneke                      | Francuska              |
| 2013.  | Život Adèle (La Vie d'Adèle)                                                     | Abdellatif Kechiche                 | Francuska              |
| 2014.  | Zimski san (Winter Sleep)                                                        | Nuri Bilge Ceylan                   | Turska                 |
| 2015.  | Dheepan                                                                          | Jacques Audiard                     | Francuska              |
| 2016.  | Ja, Daniel Blake (I, Daniel Blake)                                               | Ken Loach                           | Ujedinjeno Kraljevstvo |
| 2017.  | The Square                                                                       | Ruben Östlund                       | Švedska                |
| 2018.  | Shoplifters                                                                      | Hirokazu Kore-eda                   | Japan                  |
| 2019.  | Parazit                                                                          | Joon-ho Bong                        | Južna Koreja           |
| 2021.  | Titane                                                                           | Julia Ducournau                     | Francuska              |
| 2024.  | Čovjek koji nije mogao šutjeti (The Man Who Could Not Remain Silent)             | Nebojša Slijepčević                 | Hrvatska               |

## Vanjske poveznice
- Festival-Cannes.com  Arhivirana inačica izvorne stranice od 27. rujna 2007. (Wayback Machine)
- IMDb - popis svih pobjednika  Arhivirana inačica izvorne stranice od 11. travnja 2010. (Wayback Machine)